# Археологічна періодизація
Археологічна періодизація — система періодизації культурно-історичного поступу; складається із трьох діб — кам'яної, останнім періодом якого деякі вчені вважають енеоліт — мідно-кам'яна доба, бронзової та залізної. Археологічна періодизація охоплює періоди які не висвітлені, або ж слабко висвітлені в письмових джерелах і закінчується на так званій історичній епосі — часові відомому вже не лише з археологічних, але й з письмових джерел. Слід підкреслити, що археологічна періодизація охоплює культури про які нам щось відомо виключно чи майже виключно з археологічних знахідок.
Археологічна періодизація розроблена у першій половині XIX століття на археологічних матеріалах Скандинавії. Надалі блискуче підтверджена на інших територіях Старого Світу і набула значення загальної культурно-історичної періодизації. Основним критерієм розрізнення діб, який використовується в археологічній періодизації, є залучення до виробництва та побутового вжитку нових, після каменю, природних матеріалів — спочатку міді, а потім бронзи та заліза. Археологічна періодизація послідовно фіксує найважливіші зрушення у матеріально-технічному розвитку людства, і в цьому полягає її пояснювальне значення. Вона є одним із важливих інструментів систематизації та первинної оцінки археологічних пам'яток. До неї не закладено ніяких соціально-економічних критеріїв, а тому в дослідженнях проблем соціального та економічного розвитку людства вона відіграє допоміжну роль.

## Періодизація

### Олдувай
Абсолютна хронологія: 3 млн. — 1,5 млн р. т.
Природно-кліматичні умови: клімат був теплим, рослинність вічнозелена (пальми, евкаліпти, ліани, лавр, самшит) теплолюбні тварини. В Європі водилися слони, бегемоти, носороги Мерка, шаблезубі тигри, коні Стенона.
Фіз. тип людини: Гомо Габіліс. В ранньому Олдаваї основними знаряддями були еоліти — камені з природною обробкою. В Олдваї знаряддя були неточними, примітивними. Чопери і чопінги, відщепи, ручні рубила (1 кг, 10-20 см). Ручні рубила були грубими, неточними. Виготовляли нуклеуси. Прийоми обробки каменю — оббивка 2-3 рази. Дерев'яні знаряддя — загострена палиця. Відкриття людства обробка каменю. Основне зайняття: мисливство і збиральництво комах і рослин.

### Ашель
1.5 — 1 млн р. 150 тис. р. тому.
В ранньому Ашелі клімат був теплим, достатньо вологим. Флора і фауна відзначалися багатством. У зв'язку з наступом льодовика в пізньому Ашелі значно похолодало. Зменшилась площа лісів, збільшилась площа степів. Проте фауна залишилася майже недоторканою. В помірному кліматі водилися бізон, кабан, олень, вовк, ведмідь.
Фізичний тип людини — архантроп.
В ашелі рубила легші, тонші з прямішими і гострими краями, з кращою обробкою поверхні, більш симетричні форми. При виготовленні ашельських знарядь після первинної оббивки піддавалися обробці. Яка називається ретушшю. Ретушування проводилося кістяним або дерев'яним відбійником; більш легким, ніж кам'яний. З'являється техніка левалуа (нуклеус оббивали з усіх боків, а потім відбивали відщепи (трикутні). Рубила поліфункціональними знаряддями. Поширені дерев'яні списи, палки копалки. Виникли скребла, свердлаі, скребки. Використання кістяних знарядь.
Видатні винаходи людини : навчилися використовувати вогонь, з'явився одяг зі шкур, спостерігається заселення людьми територій, з'являються житла. Поширення кістяних знарядь свідчить про велике значення мисливства. Використовуються заслони з каменю.

### Мустьє
150 тис. — 40-35 тис. р. до н. е.
Природно-кліматичні умови: почалося найтриваліше і найбільше риське зледеніння. Теплолюбні тварини з наступом льодовика вимерли. Частково переселились на пд.-їх місце зайняли мамонти, сибірські носороги, бізони, олені, лосі, печерні ведмеді і леви. На окраїні льодовика — тундра, південніше- тайга (виключаючи Апенніни і Піренеї).
Фізичний тип людини: неандерталець.
В цей час основою кам'яної індустрії стає стандартизована заготовка (відщеп та пластина), з якої за допомогою вторинної обробки виготовляли найпоширеніші скребла і гостроконечники. Перемогла техніка левалуа: від нуклеуса відбивали 1-2 відколи радіальними ударами. Людина широко використовувала кістяні і дерев'яні знаряддя. Кістку використовували ще не дуже часто. Дископодібний нуклеус, поширенні трикутні пластини.
Визначні винаходи: поява довгочасних жител. Житла в печерах під занавісами, житла з кісток накритих, штучне добування вогню тертям, перемогла техніка левалуа, колективне, спеціалізоване полювання, полювання на більших тварин мамонтів, ведмедів, носорогів. В прильодовиковій зоні збиральництво не було дуже поширеним.
Духовна культура: зародження релігії. Культ печерного ведмедя, поява поховань (підстилка, сімейне поховання), різьблення на кістці, прикрашання каменю.

### Пізній палеоліт
40-35 — 11-10 тис. р. т.
В'юрмське зледеніння. Холодний клімат в Америці, Азії, Європі. Фауна: мамонти, носороги, печерні ведмеді, велетенські олені. Флора: тундра і тайга.
Фіз тип людини — кроманьйонець.
Знаряддя: призматичні нуклеуси, різці (з кістки, каменю), скребки (довга пластинка), проколка (кістяні), ножі, долотоподібні вироби, списометалка, списи з кам'яними і кістяними наконечниками, гарпуни з зазубринами, знаряддя з рукояткою. Велике поширення кістяних знарядь, шил, проколок, гарпунів, голок, тесел), поява перших мікролітичних знарядь.
Винаходи: віджимна ретуш, поява ручок для знарядь, винайдення списометалки пастки, дольна виїмка на наконечнику, удосконалення загального полювання.
Духовна культура: різьблення на кістці, покриття червоною охрою, орнамент, кістяні статуетки, печерний живопис, розвиток релігій (тотемізм, анімізм, фетишизм), музичні інструменти, поховальний обряд, жіночі статуетки.

### Мезоліт
В 9-6/5 тис. до н. е.
Розтавання льодовика. Клімат теплішає. Змінюється географіч. ландшафт, флора, фауна. Виникли нові річки, піднявся рівень води в океані.
Фіз. тип людини — Гомо сапієнс.
Знаряддя: мікроліти, макроліти, лук і стріли, бумеранг, сітки, човни для рибальства.
Удосконалення полювання — пастки, втрата ролі загінного полювання.
Видатні винаходи: лук і стріли, бумеранг, пастки, макроліти і мікроліти, гачок для ловлі риби. Зачатки землеробства початок приручення тварин, житла-печери, приручення вовка.
Духовна культура: наскельні малюнки, жіночі статуетки, могильники, поховання у скорченому вигляді.

### Неоліт
6/5 — 3 тис. до н е.
Природно-кліматичні умови стали схожими до сучасних. Європу вкривали широколисті ліси.
Фіз тип людини. гомо сапієнс
Знаряддя. (вел.значення), долота, серпи, зернотертка, ступка, кам'яні і кістяні мотики. Удосконалюються наконечники стріл і списів, палки-копалки у землеробстві.
Основні риси і винаходи: техніка обробки каменю удосконалюється (шліфування, заточування, свердління, різання). Нова кам'яна сировина (діорит, нефрит, яшма), поява кераміки, поява прядіння і ткацтва, одяг став легший, якісніший, В період ноеліту покращились умови життя, побут, їжу вже варили на вогні, людина пристосовує природу для своїх потреб, удосконалюється рибальство, мисливство, збиральництво. Головна риса: поширення скотарства і землеробства — відтворювальної форми господарства. Приручення багатьох тварин: кіз, корів, коней, свиней. Окультурення пшениці, ячменю,  рису, бобів, гороху, проса, будували житла, покращення побуту, будинки будували з дерева, глини прямокутної чи овальної форми, збільшувалось населення, почали проявлятися зачатки обмінної торгівлі.
Духовна культура: наскельні зображення, зооморфні вироби з каменю, покриті охрою. (чуринги), накопичена знань про селекцію тварин і рослин, математичних знань (перші рахівниці), топографічних і географічних знань. Розвиток піктографії, оздоблення предметів побуту — реаліастичність зображення в мистецтві, -глиняні статуетки жінок і чоловіків, музичне
танцювальне мистецтво, удосконалення вірувань: злі і добрі духи, обожнювання сил природи: землі, неба, води, в|тру. Культ Матері-прародительки, багатий поховальний обряд кремація та інгумація.

### Енеоліт
5-3 тис. до н. е.
Природні умови і клімат були близькими до сучасних.
Фізичний тип людини: Homo Sapiens Sapiens.
Знаряддя: кам'яні знаряддя переважали, мікроліти виникли.мідні сокири, долота, молотки. Виплавляли мідь за допомогою кам'яних форм. Також існувала холодна обробка міді.
Основні риси і винаходи: поширення скотарства і землеробства, гончарний круг, колісний транспорт, цегла — сирець, порожнисте свердло, зрошувальні системи, скотарство, ткацтво удосконалюються, поява цивілізацій, майнове розшарування, перехід від матріархату до патріархату, ремесло, торгівля, мідний посуд, спеціалізація ремесел, покращення побуту: стіл і ліжко.
Духовна культура. Глиняні статуетки, мідні прикраси, землеробські культури, могильники в межах поселень, трупоспалення. Знання про доместикацію, селекцію, математичні, топографічні, метеорологічні знання.

### Бронзова доба
Сер. З тис до 2/1 до н. е.
Клімат посушливий.
Фізичний тип людини: Homo Sapiens.
Знаряддя: бронза поступово почала витісняти камінь. Бронзові сокири, долота, молотки, кинджали, дерев'яні плуги, мотики серпи, наконечники списів і стріл. Бронза не витісняла камінь.
Характерні риси епохи і винаходи: тваринницький приселищний напрямок господарства, відсутність великих поселень, оточених оборонними спорудами, ознаки глибокої соціальної нерівності, зростання ролі чоловіка, використання бронзової сокири сприяло розширенню посівних площ для випасання худоби, землеробство стає орним, бронзові речі використовуються як гроші. Надлишок виробництва спричинив до виникнення торгівлі. Удосконалилося ткацтво, гончарство. Другий поділ праці : відділення ремесла від землеробства. З'являються індивідуальні сім'ї. Відпала роль колективної праці. Посилюється процес майнового і соціального розшарування. Утворюються перші держави. Винайдення криниць. Основний винахід — бронза.
Духовна культура : багатi вiрування могильники за межами поселення, тілоспалення, фарбування охрою небіжчика, курганний і безкурганний обряд поховання, поступове зникнення мальованого орнаменту, наскельні написи і малюнки і, розвиток ієрогліфічного письма, виготовлення бронзових прикрас (намист, перснів, каблучок), розширення астральної і зодіакальної символіки на виробах. Розквіт культу потойбічного життя. Поширення кам'яних скульптур (стел), найчастіше антропоморфних. Обожнення душі, природного циклу, приношення жертв.